# Скребковий класифікатор
Скребковий класифікатор (рос. классификатор скребковый, англ. drag classifier, нім. Kratzerklassierer m, Kratzklassierer m, Schaberklassierer m) – гідравлічний класифікатор для розділення за крупністю дрібних та тонких класів мінералів, в якому осілий у кориті грубий продукт транспортується конвеєром скребковим по похилій площині до розвантажувального пристрою, з одночасним його зневодненням. 
Скребкові класифікатори відстійного типу призначені для знешламлювання рядового вугілля і дрібного концентрату, а також для попереднього зневоднення дрібного концентрату відсаджувальних машин. Принцип дії скребкового класифікатора, як і елеваторного, оснований на осадженні грубозернистого матеріалу під дією сили ваги. К.с. являє собою металеву ванну 1 прямокутної форми з горизонтальною і похилою частинами (рис.). Пульпа завантажується в торцеву частину ванни класифікатора. Розділення на грубозернисту фракцію і шлам відбувається в горизонтальній частині ванни, а похила частина, у днище якої вмонтоване щілинне сито 2, служить для зневоднення осаду. Осад до місця розвантаження транспортується скребковим конвеєром 3 з перфорованими шкребками, що сприяє інтенсивнішому видаленню води з осаду. При проходженні над щілинним ситом для відділення шламів осад зрошується водою з бризкал 4. Злив, що містить шлам, видаляється через шиберні пристрої 5 у збірні жолоби 6, розташовані по обидва боки ванни. Висота рівня пульпи у ванні регулюється положенням шиберів, змонтованих на бічних стінках ванни. При питомому навантаженні 15-25 м³/годּм² скребкові класифікатори працюють ефективно, якщо вміст твердого в оборотній воді не перевищує 120 кг/м³. Переваги скребкового класифікатора – компактність конструкції, низька чутливість до коливань навантаження і порівняно висока ефективність класифікації (Е = 70–90 %). Недоліки – малий термін служби ланцюга конвеєра і заклинювання шкребків грудками матеріалу.